# Peperomia hedyotidea
Peperomia hedyotidea är en pepparväxtart som beskrevs av Henry Nicholas Ridley. Peperomia hedyotidea ingår i släktet peperomior, och familjen pepparväxter. Inga underarter finns listade i Catalogue of Life.